# Bardhec Bytiqi
Bardhec Bytyqi (født 8. januar 1997) er en albansk fodboldspiller, der spiller som venstre kant for Esbjerg fB.

## Baggrund
Bardhec Bytyqi er født den 8. januar 1997 af albanske forældre. Han er født og opvokset i Danmark.

## Karriere
Bytyqi startede sin ungdomskarriere i NUBI Fodbold (Nr. Uttrup & Bouet Idrætsforening), inden han som otteårig skiftede til AaB.

### AaB
Han skiftede sidenhen til AaB og advancerede i juli 2016 sammen med fem andre ungdomsspillere i AaB til klubbens førsteholdstrup.
Han debuterede for AaB den 7. september 2016 i en kamp i DBU Pokalen mod Nørresundby Forenede Boldklubber. Her spillede han alle 90 minutter i en 1-5-sejr ude, hvor han assisterede Thomas Enevoldsens 2-0-scoring i første halvleg. Den 6. juli 2017 blev det så offentliggjort, at Bytyqi havde forlænget sin kontrakt med to år, således parterne har papir på hinanden frem til 30. juni 2019.
Han blev i januar 2018 udlejet til 2. divisionsklubben Skive IK for foråret 2018, da Bytyqi ikke havde udsigt til førsteholdsfodbold i AaB. Han nåede at spillede ni kampe og score et mål for Skive IK i 2. division i foråret 2018.
Han vendte i sommeren 2018 tilbage til AaB efter endt lejeperiode. Han fik sin debut i Superligaen den 27. august 2018, da han blev skiftet ind i det 87. minut i stedet for Kristoffer Pallesen i et 0-1-nederlag hjemme til Esbjerg fB. Udover superligadebuten spillede han i efteråret 2018 kun en enkelt kamp den 26. september 2018 i en 0-5-sejr ude over FC Roskilde i DBU Pokalen. Grundet manglende udsigt til spilletid i AaB i foråret 2019 blev Bytiqi den 24. januar 2019 udlejet til 2. divisionsklubben Jammerbugt FC gældende for foråret 2019. Kontrakten med AaB udløb videre også i juni 2019, dvs. samtidig med lejeaftalens afslutning.

### Jammerbugt FC
Da lejekontrakten udløb i sommeren 2019, fortsatte Bytiqi i Jammerbugt FC.

## Landsholdskarriere
Bytyqi blev første gang indkaldt til en landsholdssamling for Albaniens U/21-fodboldlandshold af træner Alban Bushi i perioden 18.-25. januar 2017. Han blev igen indkaldt to måneder senere i forbindelse med to venskabskampe mod Moldovas U/21-fodboldlandshold den 25. og 27. marts 2017. I den anden kamp spillet på Selman Stërmasi Stadium scorede Bytyqi i anden halvleg i en kamp, som Albanien vandt 2-0 efter scoring af Kristal Abazaj i første halvleg.
Han blev indkaldt til venskabskampen mod Frankrigs U/21-fodboldlandshold den 5. juni 2017 og kvalifikationskampen til U/19 Europamesterskabet i fodbold mod Estlands U/21-fodboldlandshold den 12. juni. Dagen før venskabskampen mod Frankrig pådrog han sig dog en skade, hvormed han missede begge kampe.